# Laurent Croci
Laurent Croci (Montbéliard, 1964. december 8. –) francia labdarúgóhátvéd, edző.

## Pályafutása

### Játékosként
1982 és 1992 között a Sochaux, 1992 és 1997 között a Bordeaux labdarúgója volt. 1994–95-ben kölcsönben a Sochaux csapatában szerepelt. 1996–97-ben a skót Dundee FC együttesében fejezte be az aktív játékot.

### Edzőként
2001–02-ben az US Créteil, 2005–06-ban a L’Entente SSG, 2010 és 2013 között az FC Mulhouse vezetőedzőjeként tevékenykedett.